# Edict van Villers-Cotterêts

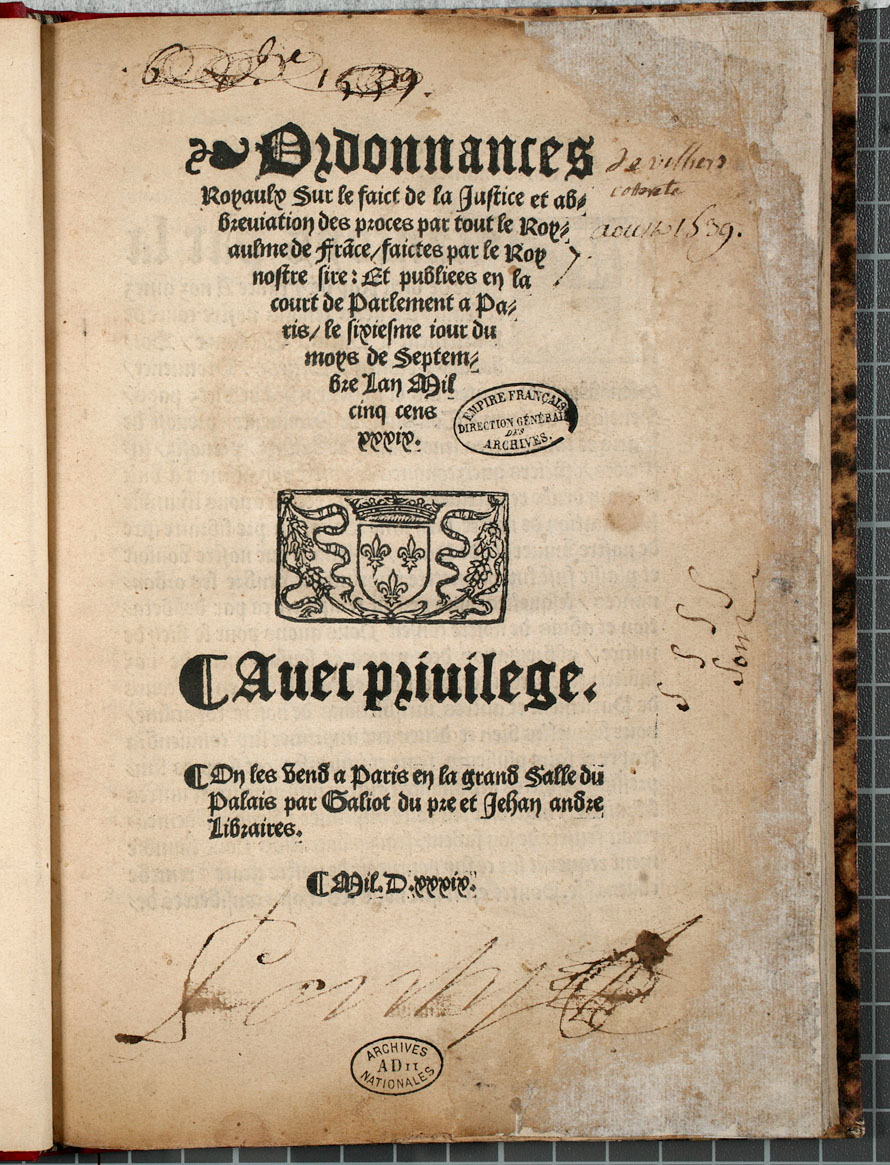
Edict van Villers-Cotterêts

Het Edict van Villers-Cotterêts (Frans: Ordonnance de Villers-Cotterêts) was een in 1539 door koning Frans I van Frankrijk uitgevaardigd edict.
Het edict versterkte het centraal bestuur in Frankrijk, door het Frans als taal in het bestuur in te voeren. Bovendien voerde dit Edict ook, naast de accusatoire procedure, de inquisitoriale procedure in in het Franse recht. Tot slot was in dezelfde ordonnantie nog een burgerlijke verplichting vervat voor de pastoors om een doopregister bij te houden. Het edict was het werk van de toenmalige kanselier van Frankrijk Guillaume Poyet. Koning Frans I ondertekende het edict in zijn jachtslot van Villers-Cotterêts, vandaar de naam. Een andere naam van het document is La Guilleminne naar de auteur Guillaume Poyet.

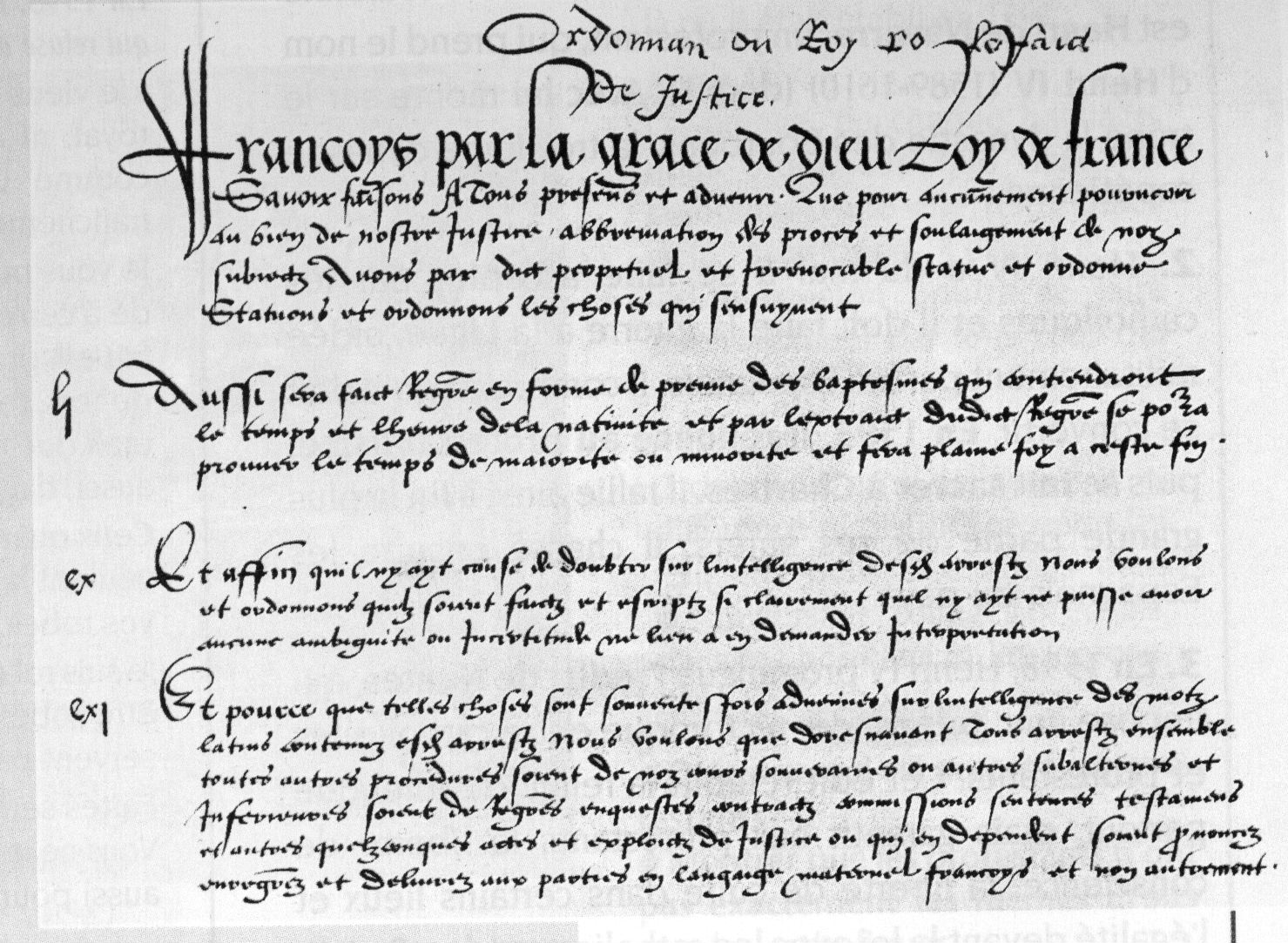
Een deel van het edict.

Dit edict is vooral van belang omdat dit de positie van het Frans in Frankrijk heeft versterkt en het Frans zich op deze manier heeft verspreid.
Het legde het Middelfrans (een langue d'oïl) op als verplichte taal voor alle officiële documenten. Dit betekende het einde voor onder meer de geschreven vorm van (varianten van) de langue d'oc en vele andere minderheidstalen. Deze talen bleven echter veelal wel de meest gesproken taal in hun streek tot ca. de Franse Revolutie. 